# École privée technique Pétrelle
 (juin 2020).
Si vous disposez d'ouvrages ou d'articles de référence ou si vous connaissez des sites web de qualité traitant du thème abordé ici, merci de compléter l'article en donnant les références utiles à sa vérifiabilité et en les liant à la section « Notes et références ».
L'École privée technique Pétrelle était un établissement d'enseignement secondaire situé au 8, rue Pétrelle dans le 9e arrondissement de Paris, sous contrat d'association avec l'État.
Elle préparait aux métiers de la comptabilité, de secrétariat et de commerce. Les diplômes étaient : 
- BEP Métiers de la comptabilité
- Baccalauréat professionnel comptabilité
- Baccalauréat STT Action et communication commerciales et comptabilité gestion

## Historique
C'est en 1883 qu'une école paroissiale de garçons s'est construite au 8 rue Pétrelle, accueillant les enfants du quartier, de la maternelle (garçons et filles) au certificat d'études (garçons).
Créée sous l'impulsion de l'abbé Hutellier, elle s'est appelée école paroissiale de garçons Saint-Vincent-de-Paul. Elle fut tenue par les Frères des écoles chrétiennes jusqu'en 1901, puis par une direction laïque à laquelle succédèrent les religieux marianistes de 1942 à 1956.
En 1956, l'archevêché de Paris place l'école sous des directions laïques. Des classes de sections commerciales, de seconde et de troisième sont ouvertes. Les élèves peuvent préparer le certificat d'aptitude professionnelle (CAP) de comptabilité ou d'employé de bureau.  
En 1962, la section communale disparaît définitivement et l'école prend le nom d'École privée technique Pétrelle. Les enfants sont alors dirigés vers l'école Saint-Vincent-de-Paul (classes maternelles) et école Notre-Dame-de-Lorette (classes élémentaires).
Jusqu'à sa fermeture en 2007, l'école voyait s'ouvrir de nouvelles sections et préparait aux diplômes dans les domaines de la comptabilité, du secrétariat et du commerce. Elle a eu jusqu'à 900 élèves.
L'école ferma définitivement le 30 juin 2007 en raison de difficultés financières. Les locaux ont été rénovés en 2008 et accueillent aujourd'hui les classes de première et terminale du Lycée Rocroy-Saint-Léon .

## Association
En 2007 a été fondée une association « Les Anciens de Petrelle » ayant pour but de réunir les anciens élèves de Petrelle. Une première rencontre eut lieu en mai 2007 dans les locaux de l'école et une seconde en mai 2008, dans une salle de la mairie de l'arrondissement.
D'autres réunions ont été organisées depuis.
Il existe un blog : ancienspetrelle.canalblog.com et une page FB : ecole petrelle